# ロドスのアポローニオス
- ロドスのアポローニオス
- ロドスのアポロニオス[1]
- ロドスのアポッローニオス[2]
- アポロニオス・ロディオス[3]

ロドスのアポローニオス（古代ギリシア語: Ἀπολλώνιος Ῥόδιος / Apollōnios Rhodios, 紀元前3世紀初期 - 紀元前246年以降）は、叙事詩人、学者である。またアレクサンドリア図書館の第2代館長。金羊毛を求めてのイアソンとアルゴナウタイの冒険を描いた、叙事詩史上重要な作品の1つである『アルゴナウティカ』の作者として知られる。
アポローニオスはロドス島の出身ではない。ロドス島には人生の一時期居ただけで、そこにいた時に「ロドスの」という添え名をつけた。

## 生涯

### 史料
アポローニオスの生涯についての情報源の主なものが4つある。アポローニオスに関する注釈の中に見つかった、ともに『アポローニオスの生涯』と題された2つのテキスト（以下、2つを区別する場合は『生涯（1）』『生涯（2）』と表記）。10世紀の百科事典『スーダ辞典』の中にもアポローニオスは登場する。さらに、紀元前2世紀のオクシリンコス・パピルス1241には、複数のアレクサンドリア図書館長の名前の中にアポローニオスの名前が出てくる。オクシリンコス・パピルス1241は、アポローニオスの生きていた時代とそう離れていないので、その情報量は他の文献より断然比重が重い。それ以外の種々雑多のテキストからもさらなる情報が得られる。

### 出生
2つの『生涯』と『スーダ辞典』は、アポローニオスの父親の名を Silleus または Illeus としている。『生涯（2）』では母親を Rhode としているが、これはありえそうもない。Rhodē は「ロドス人女性」という意味で、おそらくアポローニオスの「ロドスの」を説明するためにそうしたのだろう。『生涯』、『スーダ辞典』、それに地理学者ストラボンは、アポローニオスの出身地はアレクサンドリアだとしている。また、アテナイオスとクラウディウス・アエリアヌス (Claudius Aelianus) は、アレクサンドリアの南70kmのところにあるナイル川に面したナウクラティス (Naucratis) の出身だと言っている。なお、彼の生年月日に触れた文献は存在しない。

### カリマコスの弟子
『生涯』と『スーダ辞典』は、アポローニオスが詩人で学者のカリマコスの弟子だったと書いている。『生涯（2）』はさらにアポローニオスを埋葬したのはカリマコスだと「何人かが言っている」と付け加えている。

### アレクサンドリア図書館長
『生涯（2）』と『スーダ辞典』、オクシリンコス・パピルス1241は、アポローニオスがこの職に就いていたと書いている。オクシリンコス・パピルス1241はさらに、エラトステネスをアポローニオスの後任としている。それはプトレマイオス3世 (Ptolemy III Euergetes) が即位した紀元前247年/紀元前246年以降だったに違いない。なぜならエラトステネスを登用したのはプトレマイオス3世と見られるからである。
『スーダ辞典』は逆にアポローニオスがエラトステネスの後任だと書いているが、これはありえない。アポローニオスは紀元前240年頃に亡くなったカリマコスの下で学んでいた。『生涯（1）』はアポローニオスはプトレマイオス3世と同時代人だと書いている。エラトステネスは少なくとも紀元前204年まで図書館長の地位にあった。

### アレクサンドリアからロドス島への転居
『生涯』と『スーダ辞典』はそうだと書いている。それで「ロドスの」という添え名がついたのだと。しかし、アポローニオスがそこで死んだのか、または図書館長に就任するためにアレクサンドリアに戻ったかについては、はっきりしない。

### 死
2つの『生涯』だけがアポローニオスの死について書いている。しかし、それは一致していない。『生涯（1）』は、アポローニオスはロドス島で死んだと書き、『生涯（2）』はアレクサンドリアに戻った後に死んだと書いている。
結論として、
1. アポローニオスはアレクサンドリアもしくはナウクラティスの生まれである。
2. ロドス島に住んでいたことがある。
3. 少なくとも紀元前246年まで、アレクサンドリア図書館長の地位にあった。

さらに、アポローニオスは紀元前3世紀の初期から中期にかけて生きていたという推測もできる。それ以上のことは憶測でしかない。

### センセーショナルな逸話
『ギリシア詞華集』 (Greek Anthology) には、文法学者のアポローニオスの作とするエピグラム（警句）が収められている。それはカリマコスと、その代表的な詩『アイティア（縁起談）』を嘲ったものである。
| 「 | Καλλίμαχος, τὸ κάθαρμα, τὸ παίγνιον, ὁ ξυλινὸς νοῦς, αἴτιος, ὁ γράψας Αἴτια Καλλιμάχου. | 」 |

カリマコス：脳の代わりにゴミ・まがい物・木。

aitios（罪）：カリマコスの『アイティア』を書いた人。
さらに、複数の文献がカリマコスの詩Ibis （現存していない）はアポローニオスと確認できる敵に対する反論であると書いている。二人の間にセンセーショナルな文学的確執があったことを彷彿とさせる。しかし、この話が本当かどうかは現代の学者たちの間でも賛否両論の議論が続いている。2つの『生涯』は二人の詩人の友情を強調していて、とくに『生涯（2）』は埋葬するほどだったとさえ書いている。『Ibis』をアポローニオスへの反論とする文献を疑う学者も何人かいる。いまだ合意は得られていないが、ヘレニズム文学の研究者のほとんどは、確執が何かあったにせよ、それが途方もなくセンセーショナルに扱われたのではないかと考えている。
アポローニオスのセンセーショナルな逸話がもう1つ、『生涯』の記述の中にある。アポローニオスは若い頃にアレクサンドリアで『アルゴナウティカ』を上演した。しかし嘲られ、恥ずかしくてロドス島に逃げた。ロドス島では歓迎を受け、市民権も与えられた。『生涯（2）』によると、その後、アポローニオスはアレクサンドリアに凱旋し、まもなくアレクサンドリア図書館長まで登り詰めたということである。どこまでが事実かはわからない。おそらく、「田舎少年の立身出世」や「前犬の英雄的凱旋」が混ざり合ったものだろう。こうしたおとぎ話的な要素は古代の伝記の特色であった。

## 『アルゴナウティカ』
アポローニオス作の叙事詩『アルゴナウティカ』に関する意見は時代とともに変わっている。古代の一部の批評家はこれを可もなく不可もない二流の作品だと考えていた。一方、近年の批評家たちは詩に対する関心とその特性の認識のルネサンス（復興）と見ていた。多くの学術書が定期的に出版されていて、たとえばウェルギリウスのような後世の詩人たちへの影響も今では認められている。叙事詩の歴史を扱った、現代の著作のいくつかは、判で押したように、アポローニオスに相当の関心を払っている。

## 読書案内
- Beye, C.R. 1993, Ancient Epic Poetry: Homer, Apollonius, Virgil, 2nd ed. (Ithaca) ISBN 0-86516-607-2
- Clare, R.J. 2002, The Path of the Argo: Language, Imagery and Narrative in the Argonautica of Apollonius Rhodius (Cambridge) ISBN 0-521-81036-1
- Harder, M.A., and M. Cuypers (edd.) 2005, Beginning from Apollo: Studies in Apollonius Rhodius and the Argonautic Tradition (Leuven) ISBN 90-429-1629-X
- Hunter, R.L. 1993, The Argonautica of Apollonius: Literary Studies (Cambridge) ISBN 0-521-41372-9
- Nelis, D.P. 2001, Vergil's Aeneid and the Argonautica of Apollonius Rhodius (Leeds) ISBN 0-905205-97-9